# Nominalisme
Het nominalisme is het kennistheoretische standpunt dat de termen waarmee de mens de werkelijkheid om zich heen benoemt, geen objectief bestaande reële entiteiten aanduiden, maar slechts woorden en namen zijn. Het nominalisme is een theologische/filosofische stroming uit de tweede helft van de middeleeuwen. Deze stroming binnen de metafysica acht de individuele dingen als werkelijk en niet de universele gestalte ervan. Niet de boomheid is werkelijk, maar de individuele boom. Dit heeft consequenties voor de Godsleer. Deze stroming beweerde dat het goede goed was omdat God het wil. De vrijheid van God wordt analoog gedacht aan die van mensen, waarbij gekozen kan worden uit een aantal mogelijkheden. Het nominalisme is een vroege stroming die het belang van de wil poneert.
Het nominalisme stond tegenover het middeleeuwse realisme, waarin vooral wordt gedacht in termen van het zijn en dat juist de universalia – algemeen voorkomende abstracte begrippen als kleur en smaak – beschouwt als werkelijk. Universalia zijn die kenmerken van een bepaald voorwerp, die het maken tot het bepaalde voorwerp dat het is. De in alle bomen terugkerende gestalte van de boomheid is werkelijk en niet zozeer de individuele boom. De consequentie voor de Godsleer is dat God het goede wil omdat het goed is. God heeft dus geen van tevoren gegeven mogelijkheden waaruit hij kan kiezen, maar realiseert alles wat hij zijn kan. Hij gehoorzaamt aan de wetten die in hemzelf zijn gelegen.
Het ontstaan van het nominalisme wordt in verband gebracht met de opkomst van de burgerij in de middeleeuwen. De burgerij in de steden had zich ontworsteld aan de feodale verbanden op het platteland.
Belangrijke vertegenwoordigers van de stroming van het nominalisme zijn Roscellinus van Compiègne (ca. 1050–ca. 1124) en Willem van Ockham (1288–ca. 1347).
In de nieuwe tijd werd deze stroming voortgezet in het empirisme. Daarbij waren empiristen als Thomas Hobbes en George Berkeley consequente nominalisten. Het radicale nominalisme van Friedrich Nietzsche lag in de twintigste eeuw aan de basis van de postmoderne filosofie.

## Filosofische oorsprong van het nominalisme
Het nominalisme-realisme debat heeft zijn eigenlijke wortels in de klassieke oudheid. Plato was een realist die stelde dat de kenmerken die men kan waarnemen van voorwerpen slechts tijdelijke, zwakke manifestaties zijn van eeuwig bestaande Ideeën of Vormen. Deze Vormen bevinden zich buiten de materie: ze zijn transcendent. De algemene begrippen bestaan bij Plato voorafgaand aan de dingen (universalia ante res). Zo is een specifiek paard voor Plato een niet-perfecte afspiegeling van het oerbeeld Paard of Paardheid.

Aristoteles nam een gematigd realistische positie in. De algemene vormen (essenties) van een voorwerp of substantie bestaan ook bij Aristoteles werkelijk, maar bevinden zich in de voorwerpen zelf: ze zijn immanent. Anders dan bij Plato volgt het begrip paard voor Aristoteles slechts uit alle individuele, op aarde rondlopende paarden (universalia in rebus).
Het verschil in opvattingen tussen Plato en Aristoteles heeft ook gevolgen voor de soort dialectiek die wordt toegepast. In de dialogen van Plato dient de dialectiek om vanuit een vogelvluchtperspectief tot zo zuiver mogelijke begrippen (ideeën, vormen) te komen, terwijl de dialectiek bij Aristoteles eerder een redeneer- of argumentatievorm is. Aristoteles' opvattingen vormden al in de Middeleeuwen een betere voedingsbodem voor empiristische tendensen zoals bij Roger Bacon, en hielpen na de Middeleeuwen bij het ontstaan van het filosofisch materialisme.
De zogenaamde universaliënstrijd tussen realisme en nominalisme die vanaf de elfde tot en met de veertiende eeuw een belangrijke rol in het filosofische debat speelde, is te beschouwen als de voortzetting van dit verschil in inzicht tussen Plato en Aristoteles. De heftigheid van de debatten van destijds wordt begrijpelijk wanneer men zich realiseert dat het gebouw van het christendom tot aan deze universaliënstrijd grotendeels op neoplatonistische fundamenten gebouwd was.